# Christopher Bluhme
Christopher Bluhme (født 29. august 1708 i Borne i Angel, død 23. april 1782) var en dansk hofpræst, søn af hofpræst Johannes Bartholomæus Bluhme. 
Han studerede først i Jena, kom derefter til København, hvor han 1732 tog magistergraden. 1734 blev han sognepræst 
i Eskeris i Angel, hvorfra han 1738 forflyttedes til arkidiakonatet i Tønder. Det teologiske fakultet i København indstillede ham samme år blandt flere til det ledige professorat i hebræisk, men Johan Christian Kall blev foretrukket. 1740 blev han sognepræst ved Sankt Mariæ Kirke i Helsingør, og herfra kaldtes han 1751 til København som tysk hofprædikant; 1778 blev han tillige konfessionarius. Peter Frederik Suhm gav sin ven et smukt vidnesbyrd for lærdom og ægte kristelig vandel. 